# 394 pr. n. št.

## Dogodki
- konec spartansko-perzijske vojne

## Rojstva
- Poliperhon, regent Makedonskega kraljestva († 303 pr. n. št.)